# حمدی فتحی
حمید فتحی (عربی: حمدي فتحي؛ زادهٔ ۱ ژانویهٔ ۱۹۹۴) ورزشکار فوتبال اهل مصر است. از باشگاه‌هایی که او در آن حضور داشته می‌توان به
باشگاه فوتبال انپی و باشگاه فوتبال پتروجت اشاره کرد.